# Cap Mesurado
Le cap Mesurado, également appelé cap Montserrado, est un promontoire sur la côte du Libéria près de la capitale Monrovia et de l'embouchure de la rivière Saint-Paul. Il a été nommé cap Mesurado par les marins portugais dans les années 1560. 
C'est le promontoire sur lequel les colons afro-américains ont établi la ville maintenant appelée Monrovia le 25 avril 1822. Il y a un phare sur le cap Mesurado, situé dans le quartier de Mamba Point à Monrovia et dans la partie nord-ouest du cap, qui a été établi en 1855. Il est actuellement inactif, bien que le gouvernement libérien cherche une aide financière pour restaurer et réactiver le phare.